# Џон Мејнард Смит
Џон Мејнард Смит (6. јануар 1920 – 19. април 2004) био је британски генетичар и еволуциони биолог. Након Другог светског рата, променио је каријеру (инжењер аеронаутике) и учио генетику код Џона Холдејна. Џон Мејнард Смит је био одлучујући фактор у примени теорије игара у еволуционој биологији. Због својих заслуга у науци проглашен је чланом Краљевског друштва.